# El Súchil, Jesús Carranza
El Súchil är en ort i Mexiko.   Den ligger i kommunen Jesús Carranza och delstaten Veracruz, i den sydöstra delen av landet, 500 km öster om huvudstaden Mexico City. El Súchil ligger 56 meter över havet och antalet invånare är 699.
Terrängen runt El Súchil är platt. Runt El Súchil är det glesbefolkat, med 10 invånare per kvadratkilometer. Närmaste större samhälle är Jesús Carranza, 8,5 km söder om El Súchil. Omgivningarna runt El Súchil är en mosaik av jordbruksmark och naturlig växtlighet.